# Leontinos

Ciutats de la Magna Grècia amb la ubicació de Leontinos, a la costa oriental de Sicília

Leontinos (Λεοντῖνοι), l'actual Lentini, fou una ciutat de Sicília entre Siracusa i Catana (Catània) a 12 km de la costa, prop del llac de Lentini. Leontinos és una forma gentilícia més que el nom de la ciutat, però va ser empleat pels autors clàssics, excepte Claudi Ptolemeu que la denomina Leontio (Λεόντιον) o Leontium. Era a la vora del riu Llisos (l'actual Fiume Ruina). Tenia una fortalesa principal anomenada Focea.

## Història
Fou colònia grega fundada per colons calcídics dirigits per Tucles i arribà a ser una de les principals ciutats de l'est de Sicília. Probablement les tres ciutats calcídiques de l'illa, Leontinos, Naxos i Catània tenien una política comuna.
El govern estigué en mans de l'oligarquia fins que va caure sota un tirà anomenat Panatios, que fou el primer tirà de l'illa el 608 ae (segons Eusebi de Cirene); després va tornar a un govern republicà.
El 498 ae estigué governada per Hipòcrates de Gela, i tot seguit va passar a Geló i al seu successor Hieró I de Siracusa (495 a 466 ae). Aquest últim expulsà els ciutadans de Naxos i Catana de les seues ciutats i els va establir a Leontinos.
Després de l'expulsió de Trasibul de Siracusa cap al 465 ae, Leontinos va recuperar la independència. El 427 ae va esclatar la guerra amb Siracusa i Leontinos demanà ajuda a Atenes, que hi va enviar una flota de 20 trirrems dirigits per Laques i Caroades. Les operacions de la flota atenesa sota Laques i els seus successors Pitodor i Eurimedó es limitaren a l'estret de Messina. La pau general del 424 ae va incloure Leontinos, i se li va garantir la independència.
Algunes lluites internes hi propiciaren la intervenció de Siracusa i el derrocament del partit democràtic: aconseguí el poder l'oligarquia (422 ae). Els demòcrates van ser exiliats i els oligarques siracusans van ser adoptats com a ciutadans de Leontinos i a l'inrevés, molts oligarques isqueren de Leontinos per establir-se a Siracusa, però als pocs mesos van tornar i es van aliar amb els demòcrates per recuperar la independència. Els demòcrates ocuparen la fortalesa de Focea i demanaren ajut als atenesos, però aquests no els la proporcionaren i una altra volta foren expulsats de la ciutat (422 ae), que esdevingué una dependència de Siracusa, si bé nominalment independent.
El 417 ae els leontins i els segestans van demanar ajuda a Atenes; l'expedició atenesa a Sicília tenia com a objectiu el restabliment d'ambdues ciutats. L'expedició (415-413 ae) va fracassar.
El 406 ae els siracusans permeteren als agrigentins, expulsats de la seua ciutat pels cartaginesos, establir-se a Leontinos, i també ho van concedir als habitants de Gela i als camarins. Aprofitant el moment, els exiliats leontins van tornar també a la seua ciutat i en proclamaren la independència (405 ae).
Dionís el Vell va alertar al govern de Siracusa per salvar l'estat, feu un pacte amb els cartaginesos, que expressament garantia la independència de Leontinos. Poc després, lliure Dionís del perill cartaginés, no tardà a incomplir el tractat i, després de sotmetre Catània i Naxos, obligà als leontins (que eren els seus aliats) a rendir la ciutat. La població va ser deportada a Siracusa (403 ae).
El 396 ae, Dionís el Vell, per aplacar el descontentament dels seus mercenaris, els va donar la ciutat i el territori de Leontinos i dos mil soldats s'hi establiren.
Leontinos va ser la primera ciutat a declarar-se contra Dionisís el Jove i obrir les portes a Dió de Siracusa (cap al 356 ae). El 345 ae, ja amb Dionís el Jove tornat al poder però encara en guerra civil, Hicetes o Icetes es feu amb el poder i declarà la guerra a Timoleó, que hi havia substituït Dionís; fins que Timoleó no assolí una victòria sobre els cartaginesos, que li van deixar les mans lliures, no va poder expulsar Icetes (338 ae) i apoderar-se de Leontinos, que va ser annexionada a Siracusa i els seus habitants una altra vegada traslladats a aquesta ciutat.
Abans d'Agàtocles es va fer independent, i durant el govern del tirà apareix algunes vegades lluitant contra ella. El 289 ae, a la seua mort, va recuperar la llibertat. El 278 ae, quan Pirros arribà a l'illa, estava governada des de feia temps per un tirà anomenat Heràclides, que es va sotmetre immediatament al rei de l'Epir. El 275 ae va tornar a passar a Siracusa.
Al començament de la Primera Guerra púnica, Hieró II va fer un tractat amb Roma que li reconeixia la possessió de diverses ciutats, entre aquestes Leontinos (263 ae). Així continuà fins a la Segona Guerra púnica.
El tirà Jerònim de Siracusa fou assassinat a Leontinos per Dinòmedes (214 ae), i ací també Hipòcrates de Siracusa i Epícides de Siracusa van aixecar la bandera de la resistència i la guerra contra Roma. Marcel no tardà a apoderar-se de la ciutat (214 ae), però la repressió exercida provocà la revolta contra Roma en la mateixa Siracusa (212 ae, que va acabar amb la conquesta de la ciutat (211 ae).
Sota els romans, Leontinos fou restaurada com a municipi independent, però va entrar en decadència. Ciceró l'esmenta com «misera civitas atque inanis» i Estrabó també diu que s'havia empobrit. No va ser una ciutat important sota l'imperi i només la fortalesa de la seua posició la va mantenir sense despoblar-se del tot, i es va poder recuperar en l'edat mitjana.
A l'actual ciutat no hi ha ruïnes romanes visibles, però s'hi han fet algunes excavacions.
Natural de la ciutat va ser el famós orador Gòrgies, que el 427 ae va encapçalar la delegació de la ciutat que anà a demanar ajuda a Atenes.